# Austro-tai sprog
Austro-tai er en teoretisk sammenslutning af to sprogfamilier:
- Austronesisk
- Tai-kadai

Hypotesen blev først luftet af Paul Benedict i 1930erne. Sprogforsker Roger Blanch har for nylig udvidet hypotesen ved at foreslå, at øen Taiwan var sproggruppens oprindelige centrum: De proto-austronesiske folkeslag udbredte sig sydpå over det malajiske arkipelag og de proto-tai-kadai folkeslag vestpå over Syd-Kina og derefter ind i Sydøstasien. (Det er almindelig anerkendt, at Taiwan var proto-austronesiernes udgangspunkt.)